# Amblyraja
Amblyraja és un gènere de peixos de la família dels raids i de l'ordre dels raïformes.

## Taxonomia
- Amblyraja badia (Garman, 1899)[3][4]
- Amblyraja doellojuradoi (Pozzi, 1935)[5]
- Amblyraja frerichsi (Kreft, 1968)[6]
- Amblyraja georgiana (Norman, 1938)[7]
- Amblyraja hyperborea (Collett, 1879)[8]
- Amblyraja jenseni (Bigelow & Schroeder, 1950)[9]
- Amblyraja radiata (Donovan, 1908)[10]
- Amblyraja reversa (Lloyd, 1906)[11]
- Amblyraja robertsi (Hulley, 1970)[12]
- Amblyraja taaf (Meissner, 1987)[13][14][15][16][17][18][19][20]